# Isertia pittieri
Isertia pittieri är en måreväxtart som först beskrevs av Paul Carpenter Standley, och fick sitt nu gällande namn av Paul Carpenter Standley. Isertia pittieri ingår i släktet Isertia och familjen måreväxter. Inga underarter finns listade i Catalogue of Life.